# Tityra
Tityra är ett fågelsläkte i familjen tityror inom ordningen tättingar. Släktet omfattar fyra arter som förekommer i Latinamerika från östra Mexiko till nordöstra Argentina:
- Svartkronad tityra (T. inquisitor)
- Svartstjärtad tityra (T. cayana)
- Masktityra (T. semifasciata)
- Vitstjärtad tityra (T. leucura)